# Petrus Vulcanius
Petrus Vulcanius of Pieter De Smet (Brugge, ca. 1503 - Mechelen 1571) was een humanistisch geleerde en ambtenaar.

## Levensloop
Petrus Vulcanus was de zoon van Andries De Smet en Margriete Krippijn. Hij kreeg onderricht in de Brugse Bogaerdenschool, een school voor behoeftige en verlaten kinderen, gesubsidieerd door de stad Brugge. In juni 1523 werd hij als 'arme' ingeschreven aan de universiteit van Leuven. Ook deze studies werden door Brugge betoelaagd. Hij promoveerde in de rechten in 1527.
Hij vervolgde zijn studies aan het Collegium Trilingue in Leuven, waar hij zich verder bekwaamde in het Latijn en het Grieks.
Hij knoopte er vriendschap aan met Erasmus, met de hellenist J. van Stazeele, met de leraar Hebreeuws J. Van Campen en met zijn stadgenoten Johannes Vasaeus en Jacob van Halewijn, kanunnik in het kapittel van de O. L. Vrouwkerk.
Dankzij de voorspraak van Erasmus en Juan Luis Vives verbleef Vulcanius van 1529 tot 1531 in Londen als huisonderwijzer voor Charles Blount, de zoon van lord William Mountjoy. Op 1 september 1531 werd hij benoemd tot taalman of juridisch ambtenaar van de stad Brugge. Vanaf toen onderhield hij veel relaties met humanisten, meer bepaald in Brugge met Juan Luis Vives, Jacobus Curtius, Jan Fevijn, Joris Cassander en nog veel anderen buiten Brugge.
In 1543 ondernam Vulcanius een lange reis naar Duitsland en Italië. Hetzelfde jaar trouwde hij met Adrianette Truwaert. Het echtpaar kreeg vijf kinderen, onder wie Bonaventura Vulcanius. Op 1 februari 1550 werd hij benoemd tot stadspensionaris van Middelburg in Zeeland.
Zijn carrière bereikte een hoogtepunt toen hij in februari 1557 benoemd werd tot procureur bij de Grote Raad van Mechelen. Hij oefende dit ambt uit tot aan zijn dood.